# Palazzo Kazimierz
Il Palazzo Kazimierz (in polacco: Pałac Kazimierzowski) è un palazzo situato a Varsavia, in Polonia, sulla cosiddetta Strada Reale, in via Krakowskie Przedmieście 26/28.
Eretto inizialmente nel 1637-41, durante la sua storia il complesso edilizio venne più volte distrutto e riedificato. La prima ricostruzione avvenne nel 1660 per volere di re Giovanni II Casimiro (in polacco Jan II Kazimierz Waza, dal quale l'edificio prende nome) e ancora nel 1765-68 da Domenico Merlini, per il Corpo dei Cadetti istituito dal re Stanislao II Augusto.
Dal 1816 il Palazzo Kazimierz ospitò a più riprese la sede dell'Università di Varsavia, che fu chiusa varie volte dalle autorità imperiali russe e anche nel 1939-44 dai tedeschi durante l'occupazione nazista. Durante la seconda guerra mondiale, il Palazzo Kazimierz fu nuovamente distrutto dai bombardamenti. Dopo la guerra, nel 1945-54, le autorità sovietiche ricostruirono il palazzo su progetto di Piotr Biegański. 
Il Palazzo Kazimierz dalla fine del XX secolo, ospita il rettorato dell'Università di Varsavia e il Museo di Storia dell'Università di Varsavia.